# 오맹달
오맹달(중국어 정체자: 吳孟達, 병음: Wú Mèngdá 우멍다[*], 광둥어: Ng4 Maang6 daat6 응망닷, 영어: Richard Ng 리처드 응[*], 1952년 1월 2일 ~ 2021년 2월 27일)은 홍콩의 배우이다. 희극적인 연기로 잘 알려져 있으며, 2021년 2월 27일 오후 5시 17분(현지시간) 간암으로 별세하였다.

## 출연 작품
- 영웅본색 2 - 황정국 역
- 도신 - 정전자 - 성 형님 역
- 살수호접몽
- 성항쌍용
- 강호 최후의 보스
- 천장지구 - 파숙 역
- 도성 - 흑자달 역
- 지존본색
- 소림축구
- 도협
- 서유기 월광보합
- 도학위룡